# 納皮爾冰隆
納皮爾冰隆（英語：Napier Island），是南極洲的冰隆，位於法利埃海岸，處於沃迪冰架西南部，在1958年11月由英國研究隊測量，現時由南極條約體系管理。